# 3845 Neyachenko
3845 Neyachenko (1979 SA10) là một tiểu hành tinh nằm phía ngoài của vành đai chính được phát hiện ngày 22 tháng 9 năm 1979 bởi N. Chernykh ở Nauchnyj.